# Arteria carotis interna
Die Arteria carotis interna (oder innere Halsschlagader, Abkürzung ACI) gehört zu den hirnversorgenden Schlagadern. Beim Menschen und einigen anderen Säugetieren versorgt sie neben dem Gehirn auch das Auge. Der Ast wird  Arteria ophthalmica genannt.

## Verlauf beim Menschen

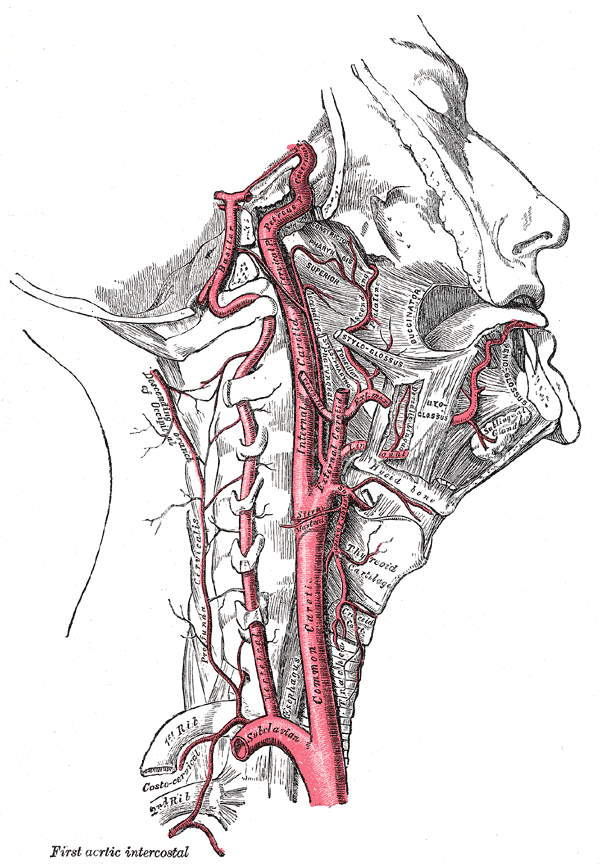
Halsarterien

Sie entsteht durch Aufspaltung der Arteria carotis communis, der andere Ast ist die meist etwas schwächere Arteria carotis externa, die die äußeren Anteile des Kopfes und teilweise die Halsorgane sowie im Schädel die Hirnhäute versorgt. Zwischen beiden bestehen viele Verbindungen (Anastomosen). Beim Embryo ist die Arteria carotis interna über die Arteria trigemina mit der longitudinalen Neuralarterie (der späteren Arteria basilaris) verbunden.
Am Abgang der Arteria carotis interna, dem Sinus caroticus, liegen Druckrezeptoren (auch Presso- oder Barorezeptoren genannt), die den Blutdruck im arteriellen System überwachen und die Information an das Herz-Kreislaufzentrum im Gehirn übermitteln und das Rezeptorgebiet für den Karotissinusreflex darstellen. Zudem finden sich am Ursprung der Arteria carotis interna Chemorezeptoren im sogenannten Glomus caroticum, die den Gehalt von Kohlenstoffdioxid, Sauerstoff und den pH-Wert im Blut überwachen.
Die Arteria carotis interna wird von einem sympathischen Nervengeflecht begleitet, das vom oberen Grenzstrang herrührt.

### Abschnitte
Der Verlauf der Arteria carotis interna kann in vier Abschnitte unterteilt werden: Pars cervicalis, Pars petrosa, Pars cavernosa, Pars cerebralis.

#### Pars cervicalis
Die Pars cervicalis („Halsteil“) reicht vom Abgang aus der Arteria carotis communis bis zum Eintritt in die Schädelbasis durch die äußere Öffnung des Karotiskanals (Canalis caroticus). In ihrem anfänglichen Abschnitt liegt die Arteria carotis interna im Regelfall hinter (dorsal) der Arteria carotis externa, sie gelangt dann weiter nach medial (zur Mitte hin) und erreicht die Schädelbasis. Im gesamten Verlauf der Pars cervicalis gibt die Arteria carotis interna keinen Ast ab.

#### Pars petrosa
Die Pars petrosa („Felsenbeinteil“) verläuft innerhalb des gleichnamigen Anteils der Schläfenbeins und ist beim Menschen etwa 3 cm lang. Sie zieht zunächst nach kranial, also nach oben, beschreibt dann jedoch in der vorderen Wand der Paukenhöhle (Paries caroticus) einen Bogen nach vorne und zur Mitte (nach anteromedial) Richtung Keilbeinkörper. Der Bogen wird auch als „Karotisknie“ bezeichnet. Die Pars petrosa entlässt mehrere Äste zur Paukenhöhle (Arteriae caroticotympanicae) und in 30 % der Fälle einen Ast zum Canalis pterygoideus (Arteria canalis pterygoidei). Im Bereich der inneren Öffnung des Karotiskanals ist die Arteria carotis interna meist nur von harter Hirnhaut (Dura mater) bedeckt und liegt dem Foramen lacerum auf. Der Raum zwischen der Wand des Karotiskanals und der Arteria carotis interna wird von einem als Plexus venosus caroticus internus bezeichneten Venengeflecht eingenommen. Dieser Venenplexus verbindet den im Schädelinneren gelegenen Sinus cavernosus mit dem außerhalb des Schädels befindlichen Plexus pterygoideus. Diese Verbindung kann bei der Entstehung von Hirnhautentzündungen (Meningitiden) eine entscheidende Rolle spielen.

#### Pars cavernosa
Unmittelbar auf der Innenseite der Schädelbasis verläuft die Arteria carotis interna durch den Sinus cavernosus. Dieser Abschnitt wird als Pars cavernosa („Schwammwerkteil“) bezeichnet. Die Arterie macht hier einen weiteren „S“-förmigen Bogen von hinten und unten nach vorn und oben, der als Siphon oder „Karotissiphon“ bezeichnet wird. In diesem Abschnitt gibt die Arteria carotis interna einen Ast zur Neurohypophyse (Arteria hypophysialis inferior), Äste zum Trigeminusganglion (Rami ganglionares trigeminales), zur umliegenden harten Hirnhaut (Ramus meningeus) und zum Sinus cavernosus (Ramus sinus cavernosi) ab.

#### Pars cerebralis
Nach Durchbrechung der harten Hirnhaut medial vom Processus clinoideus anterior geht die Arteria carotis interna in ihre Pars cerebralis („Gehirnteil“) über. Die Pars cerebralis liegt im Subarachnoidalraum an der Hirnbasis. Sie verläuft in diesem Abschnitt von hinten unten nach oben vorne.
Sie gibt unmittelbar nach Durchtritt der harten Hirnhaut als Ast die Arteria ophthalmica ab. Diese verläuft mit dem Sehnerven (Nervus opticus) zum Auge. Meist geht aus der Pars cerebralis auch die Arteria communicans posterior hervor, die Teil des Circulus arteriosus cerebri ist, und das vordere mit dem hinteren Stromgebiet verbindet. Weitere Äste sind die  Arteria choroidea anterior, die verschiedene Hirnstrukturen mit Blut versorgt, und die Arteria hypophysialis superior. Die Arteria carotis interna teilt sich dann in die vordere (Arteria cerebri anterior) und die mittlere Hirnarterie (Arteria cerebri media) auf, die zusammen große Anteile des Großhirns versorgen. Die Teilungsstelle wird als „Karotis-T“ bezeichnet.

### Varianten
Als seltene Variante entsteht auch die hintere Hirnarterie (Arteria cerebri posterior) primär aus der Arteria carotis interna. Verbindungen der Gefäße beider Seiten und der Arteria basilaris bilden den Circulus arteriosus cerebri (Circulus Willisii).

## Vergleichende Anatomie
Bei Pferden und Hunden versorgt die Arteria carotis interna ebenfalls das Gehirn. Beim Pferd verläuft die Arterie kaudodorsal der medialen Luftsackbucht, einer Erweiterung der Ohrtrompete (Tuba auditiva). Bei Paarhufern, Katzen und Meerschweinchen bildet sich die Arteria carotis interna außerhalb der Schädelhöhle zurück und wird funktionell durch andere Gefäße ersetzt. Bei Paarhufern und Katzen ist dies die Arteria maxillaris, ein Ast der Arteria carotis externa, die zudem Wundernetze an der Hirnbasis bildet. Durch Zusammenschluss der Wundernetze und der Arteria carotis interna wird die hirnversorgende Arteria cerebralis gebildet. Bei Meerschweinchen stammen etwa 40 % des Zuflusses zum Circulus arteriosus cerebri aus der inneren Augenarterie (Arteria ophthalmica interna).

## Pathologie
Vor allem das Anfangssegment der Arteria carotis interna ist eine Prädilektionsstelle für die Bildung atherosklerotischer Plaques. Diese können das Gefäß entweder verengen  (Carotisstenose), im Extremfall auch komplett verschließen, oder durch eine Embolie einen Hirninfarkt verursachen.
Die Dissektion ist eine Rissbildung, die ebenfalls im akuten Gefäßverschluss einmünden kann. Hier liegt oft ein Trauma als Ursache vor.
Im intrakraniellen Verlauf (innerhalb des Schädels) entstehen manchmal kleine Aussackungen (Aneurysmen), die bei Ruptur zum hochakuten Bild der Subarachnoidalblutung führen.